# 디켐베 무톰보
디켐베 무톰보 음폴론도 무캄바 장자크 와무톰보(프랑스어: Dikembe Mutombo Mpolondo Mukamba Jean-Jacques Wamutombo, 1966년 6월 25일 ~ 2024년 9월 30일)는 콩고 민주 공화국 출신 미국의 전 농구 선수이다. 무톰보는 전미 농구 협회(NBA)에서 18시즌을 뛰었다. 농구 밖에서, 그는 인도주의적인 일로 잘 알려져 있다.
조지타운 호야스와 함께 자신의 경력을 시작한 2.18m, 120kg의 센터는 일반적으로 사상 최고의 슛 블로커와 방어적 선수들 중의 하나로 여겨져 4번이나 올해의 방어적 선수 상을 수상하였다. 2007년 1월 10일 그는 하킴 올라주원에 이어 NBA 역사상 2번째로 가장 많은 슛 블로커로서 카림 압둘 자바를 앞섰고, 자신의 경력 대부분을 위하여 2루타를 평균하였다.
2009년 NBA 플레이오프에서 무톰보는 은퇴를 선언하였다. 2015년 9월 11일 그는 네이스미스 농구 명예의 전당에 헌액되었다.

## 어린 시절
1966년 6월 25일 콩고 민주 공화국 킨샤사에서 사뮈엘와 비암바 마리 무톰보의 10남매 중 한 명으로 태어났다. 그의 아버지는 학교 교장으로 일했고 콩고 교육부에서 일했다. 무톰보는 영어, 프랑스어, 스페인어, 포르투갈어, 링갈라어, 루바어를 포함한 중앙아프리카 5개 언어를 구사한다. 그는 루바족의 일원이다. 고등학교 시절, 무톰보는 킨샤사에 있는 보보토 칼리지에 진학하여 의학 경력의 기초를 닦았다. 그는 축구를 하고 무술에 참가했다. 16세 무렵, 무톰보는 키 때문에 아버지와 형의 격려로 농구 경력을 쌓기로 결심했다. 그는 대학에 등록하기 위해 21세의 나이로 1987년에 미국으로 이주했다.

## 대학
무톰보는 조지타운 대학교에서 USAID 장학금을 받으며 수학하였다. 그는 원래 의사가 되는 것을 의도하였으나 조지타운 호야스의 농구 코치 존 톰슨이 농구를 하는 데 그를 영입하였다. 그는 조지타운에 도착했을 때 거의 영어를 하지 못했고 ESL 프로그램에서 공부했다. 대학 농구 2학년 때, 무톰보는 한 경기에서 12개의 슛을 막아낸 적이 있다. 무톰보와 팀 동료 알론조 모닝의 슛 블로킹 파워를 바탕으로 조지타운 팬들은 골밑에 "거부 행" 섹션을 만들어 경기 중 차단된 샷마다 배너에 뻗은 손의 큰 실루엣을 더했다. 무톰보는 1990년과 1991년에 두 차례 "올해의 빅 이스트 수비 선수"로 선정되었다.
조지타운에서는 무톰보의 국제적 배경과 관심이 돋보였다. 다른 많은 워싱턴 지역 대학생들처럼, 그는 여름 인턴으로 일했고, 한번은 미국 의회와 세계은행에서 일했다. 1991년 그는 언어학과 외교학 학사 학위를 받고 졸업했다.
한편, 신입생 시절 15번을 원했으나 "빅맨은 작은 숫자를 고르면 안 된다"는 존 톰슨 코치의 지론 아래 55번을 선택했다.

## 사망
2022년 10월 15일, 무톰보는 뇌종양 치료를 받고 있다고 발표했다. 그는 2024년 9월 30일, 58세의 나이로 가족에게 둘러싸인 뇌암으로 사망했다.